# E47 (Dänemark)
Die E47 ist eine Europastraße in Dänemark, die die Häfen in Helsingør mit Rødby verbindet. Die Strecke ist 201 Kilometer lang. In Deutschland wird die Strecke  bis Lübeck weitergeführt. Die Strecke ist bis auf ein kleines Stück in Helsingør vollständig als Autobahn ausgebaut. Vom 	Motorvejskryds Køge Vest (Autobahnkreuz Køge Vest) bis zum Fährhafen Rødbyhavn bildet sie die dänische Südautobahn (Sydmotorvejen).